# 坎特伯雷大区
坎特伯雷（英語：Canterbury）是位於紐西蘭南島的一個行政區域。主要包含紐西蘭最大平原坎特伯雷平原和周圍的山地。其主要城市基督城為其地方政府、坎特伯雷議會和坎特伯雷大學的所在地。

## 地理

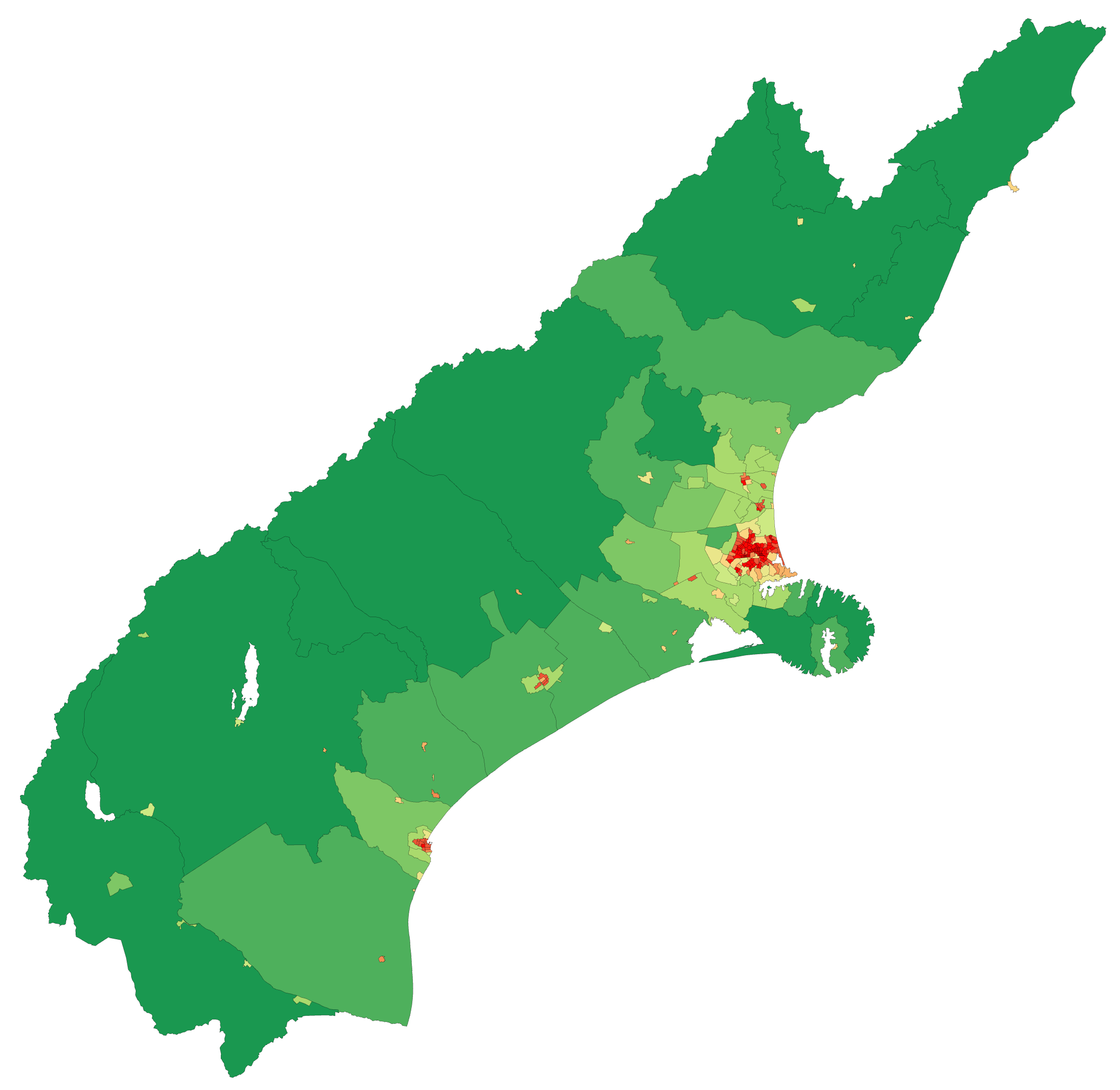
坎特伯雷地區2006年人口調查的人口密度的地圖

坎特伯雷面積42,200 km²，為紐西蘭最大的行政區劃。北邊有康威河，而西邊倚靠南阿爾卑斯山脈，南邊以懷塔基河分界。
坎特伯雷被劃分為三個區域，分別是北坎特伯雷(拉卡亞河以北)、中坎特伯雷(從拉卡亞河到)、南坎特伯雷(朗基塔塔河以南)和基督城。因許多因素南坎特伯雷通常被視為另外獨立的區劃，蒂馬魯區治。